# Boxkalv
Boxkalv (engelska box calf) är ett kromgarvat kalvskinn i svart eller kulört färg, som används som ovanläder till skor.
Namnet skall komma av att skinnen under ett vist fabrikationsstadium behandlas i trälådor. Enligt andra uppgifter skall dock namnet komma från en brittisk skotillverkare, Joseph Box.
Boxkalv var det första kromgarvade lädret att tillverkas i större skala, med början i USA omkring 1890. Det används ännu för vissa exklusivare skor.